# 斯特里加利尼亞
48°34′7″N 23°34′41″E / 48.56861°N 23.57806°E
斯特里加利尼亞（烏克蘭語：Стригальня）是烏克蘭西部的村莊，隸屬外喀爾巴阡州的胡斯特區。該村始建於1400年，海拔高度705米，2001年該村落人口507。